# حوزه انتخابیه هشتم نیویورک
حوزه انتخابیه هشتم نیویورک یک حوزه انتخابیه مجلس نمایندگان آمریکا است که در ایالت نیویورک قرار دارد.